# Sam Howshall
Samuel Howshall (tháng 9 năm 1883 – sau năm 1908) là một cầu thủ bóng đá người Anh từng thi đấu cho Burslem Port Vale, Clapton Orient, Stoke, và Merthyr Town.

## Sự nghiệp thi đấu
Howshall thi đấu cho Newcastle Swifts trước khi gia nhập Burslem Port Vale vào tháng 5 năm 1903. Trận đấu đầu tiên là thất bại 3-1 trước Preston North End tại Deepdale ngày 3 tháng 10. Sau chỉ thêm một trận ở Second Division mùa giải 1903-04 ông bị giải phóng hợp đồng từ Athletic Ground cuối mùa giải 1904-05. Ông chuyển đến Salisbury City trước khi gia nhập Clapton Orient. Ông trở lại Staffordshire ở mùa giải 1908-09 để thi đấu một trận ở Birmingham & District League cho Stoke; ông ghi cả hai bàn thắng trong trận hòa 2-2 trước Stourbridge ngày 14 tháng 9. Sau khi rời sân Victoria Ground ông thi đấu cho Merthyr Town.

## Thống kê
| Câu lạc bộ        | Mùa giải | Hạng đấu                     | Giải quốc nội | Giải quốc nội | Cúp FA  | Cúp FA    | Tổng    | Tổng      |
| Câu lạc bộ        | Mùa giải | Hạng đấu                     | Số trận       | Bàn thắng     | Số trận | Bàn thắng | Số trận | Bàn thắng |
| ----------------- | -------- | ---------------------------- | ------------- | ------------- | ------- | --------- | ------- | --------- |
| Burslem Port Vale | 1903-04  | Second Division              | 2             | 0             | 0       | 0         | 2       | 0         |
| Clapton Orient    | 1907-08  | Second Division              | 2             | 0             | 1       | 0         | 3       | 0         |
| Stoke             | 1908-09  | Birmingham & District League | 1             | 2             | 0       | 0         | 1       | 2         |